# مايك تاول
مايك تاول (بالإنجليزية: Mike Towell)‏ (12 سبتمبر 1991 - 30 سبتمبر 2016) كان ملاكم محترف إسكتلندي من مدينة دندي.

## الإصابة
في يوم الخميس 29 سبتمبر 2016 خاض مايك مباراة مباراة في وزن الوسط أقيمت في غلاسكو ولقد سقط تاول أرضا في الجولة الأولى من مباراته في مواجهة الويلزي ديل ايفانز وأوقف الحكم فيكتور لوغلين المباراة في الجولة الخامسة وتلقى تاول علاجا في الحلبة قبل نقله للمستشفى.

## وفاته
توفي الملاكم الإسكتلندي مايك تاول في يوم الجمعة 30 سبتمبر 2016 في المستشفى متأثرا بجروح خطيرة بعد إصابته في مبارته الأخيرة عن يناهز 25 سنة.

## روابط خارجية
- مايك تاول على موقع بوكس ريك (الإنجليزية) (registration required)